# Den sorte Domino (opera)
|  | For andre betydninger, se Den sorte Domino |
Den sorte Domino (fr. Le Domino noir) er en fransk komisk opera i tre akter af Daniel François Esprit Auber. Librettoen er af Eugène Scribe. Den havde urpremiere den 2. december 1837 på Théâtre national de l’Opéra-Comique i Paris. 
Det blev et af Aubers mest succesfulde værker, der i 1909 var nået op på 1207 opførelser. En del af musikken har et spansk anstrøg for at afspejle iscenesættelsen.
I 1869 komponerede Tchaikovsky recitativer som erstatning for den talte dialog til en planlagt produktion af Le domino noir af et italiensk operakompagni, der var på turne i Rusland. Forestillingen fandt så vidt vides ikke sted, men fire af Tchaikovskys recitativer blev medtaget i Richard Bonynges indspilning af operaen.
Den danske premiere fandt sted den 29. januar 1839 på Det Kongelige Teater. Librettoen blev oversat af Thomas Overskou. Boline Margrethe Kragh sang partiet som Birgitte. Den danske titel var frem til 1859 Eventyret paa Maskeraden. I perioden 1837-89 blev operaen opført 97 gange; i perioden 1890-1975 er den blot opført 10 gange.

## Rolleliste
| Rolle                                               | Stemmetype | Premiere besætning, 2. december 1837 |
| --------------------------------------------------- | ---------- | ------------------------------------ |
| Angèle de Olivarès, en novice                       | sopran     | Mme Cinti-Damoreau                   |
| Brigitte de San Lucar, novice og Angèles fortrolige | sopran     | Mme Berthaud                         |
| Horace de Massarena, ung spansk adelsmand           | tenor      | Couderc                              |
| Grev Juliano, hans ven                              | tenor      | Moreau-Cinti                         |
| Jacinthe, Julianos husholderske                     | alt        | Mme Boulanger                        |
| Gil Perez, Jacinthes elsker                         | bas        | Roy                                  |
| Ursule, en nonne, senere klostrets abbedisse        | sopran     | Mme Olivier                          |
| Lord Elfort, en britisk diplomat                    | tenor      | Grignon                              |

## Handling
Operaen foregår i Spanien og handler om en ung novice, Angèle de Olivarès. Før hun skal aflægge sit endelige nonneløfte nyder hun sin sidste aften i frihed. Hun smutter ud af klostret sammen med veninden Brigitte for at deltage i et bal i anledning af den spanske dronnings fødselsdag. For at skjule sin identitet bærer hun en sort halvmaske (titlens "domino" ). Ved det tilsvarende bal året før mødte Angèle en ung mand, Horace de Masserena. Horace blev forelsket i hende og i håb om at se hende igen er også han mødt op til dette års bal. I stedet for Angèle møder han en ukendt kvinde med sort maske og danser med hende. For at hjælpe Horace sætter hans ven, grev Juliano, urene en time tilbage. På grund af dette når Angèle ikke at forlade ballet til midnat, hvilket var nødvendigt for at nå tilbage til klostret før porten låses. Angèle flygter og forsøger at finde ly for natten i et hus, hun passerer på vejen hjem. Uheldigvis viser det sig at tilhøre grev Juliano, der holder nattefest for sine venner. Angèle overtaler husholdersken til at forklæde Angèle som sin niece fra landet. Det lykkes hende at narre alle – undtagen selvfølgelig Horace, der genkender hende fra ballet forrige år. Han røber det ikke til nogen, men låser Angèle inde på et værelse, hvor han håber at holde hende, indtil hun har givet ham en forklaring. Men Angèle bliver uforvarende befriet af husholderskens elsker, den fulde Gil Perez, der åbner døren og flygter, da han i hende tror at se en dæmon i maske og frakke. Det lykkes Angèle at nå frem til klostret og slippe uset ind. Imidlertid er der den selvsamme morgen indsat en ny abbedisse, Ursule. Ursule er jaloux på Angèle og beordrer hende til at forlade klostret og finde en ægtemand. Ved et tilfælde dukker Horace op i klostret og benytter lykkeligt lejligheden til at fri til Angèle. Brigitte gifter sig med grev Juliano.

## Indspilninger
- Le domino noir Sumi Jo, Bruce Ford, Isabelle Vernet, Jules Bastin, London Voices, English Chamber Orchestra, dirigeret af Richard Bonynge (Decca, 1995)

## Klaverudtog
- Det kongelige Bibliotek Arkiveret 9. juni 2007 hos  Wayback Machine